# Nikita Artamonov
Pour les articles homonymes, voir Artamonov.
Nikita Sergueïevitch Artamonov - en russe : Никита Сергеевич Артамонов - (né le 17 novembre 2005 à Nijnekamsk en Russie) est un joueur professionnel russe de hockey sur glace. Il évolue au poste d'attaquant.

## Biographie

### Carrière en club
Formé au Neftekhimik Nijnekamsk, il dispute ses premiers matchs dans la MHL, la ligue junior russe, avec le Reaktor en 2022. Il commence sa carrière senior dans la KHL avec le Torpedo Nijni Novgorod en 2023. Avec la Tchaïka, équipe junior du Torpedo, il remporte la Coupe Kharlamov 2023. Il est choisi au 2e tour, en 50e position par les Hurricanes de la Caroline lors du repêchage d'entrée dans la LNH 2024.
Il termine la saison 2024-2025 avec le Torpedo-Gorki Nijni Novgorod dans la VHL et remporte la Coupe Petrov 2025.

## Statistiques
| Saison    | Équipe                 | Ligue |    | Saison régulière | Saison régulière | Saison régulière | Saison régulière | Saison régulière |   | Séries éliminatoires | Séries éliminatoires | Séries éliminatoires | Séries éliminatoires | Séries éliminatoires |
| Saison    | Équipe                 | Ligue | PJ | B                | A                | Pts              | Pun              | PJ               | B | A                    | Pts                  | Pun                  |                      |                      |
| 2021-2022 | Reaktor                | MHL   | 5  | 0                | 0                | 0                | 2                | -                | - | -                    | -                    | -                    |                      |                      |
| 2022-2023 | Reaktor                | MHL   | 5  | 1                | 2                | 3                | 0                | -                | - | -                    | -                    | -                    |                      |                      |
| 2022-2023 | Tchaïka Nijni Novgorod | MHL   | 41 | 11               | 18               | 29               | 24               | 17               | 2 | 8                    | 10                   | 10                   |                      |                      |
| 2022-2023 | Torpedo Nijni Novgorod | KHL   | 1  | 0                | 0                | 0                | 0                | -                | - | -                    | -                    | -                    |                      |                      |
| 2023-2024 | Torpedo Nijni Novgorod | KHL   | 54 | 7                | 16               | 23               | 16               | 5                | 0 | 0                    | 0                    | 0                    |                      |                      |
| 2023-2024 | Tchaïka Nijni Novgorod | MHL   | 2  | 1                | 0                | 1                | 0                | 11               | 6 | 4                    | 10                   | 11                   |                      |                      |
| 2024-2025 | Torpedo Nijni Novgorod | KHL   | 63 | 22               | 17               | 39               | 22               | 4                | 0 | 0                    | 0                    | 0                    |                      |                      |
| 2024-2025 | Torpedo-Gorki          | VHL   | 0  | 0                | 0                | 0                | 0                | 18               | 1 | 6                    | 7                    | 8                    |                      |                      |